# Paragnetina indentata
Paragnetina indentata är en bäcksländeart som beskrevs av Wu, C.F. och Peter Walter Claassen 1934. Paragnetina indentata ingår i släktet Paragnetina och familjen jättebäcksländor. Inga underarter finns listade i Catalogue of Life.